# Arkadiusz Bałuszyński
Arkadiusz Bałuszyński (ur. 13 lutego 1974 w Nowym Sączu) – polski piłkarz, grający na pozycji napastnika. Znany głównie z występów w Odrze Wodzisław Śląski, Włókniarzu Kietrz i Odrze Opole.